# The Wonderful World of Antônio Carlos Jobim
The Wonderful World of Antônio Carlos Jobim — другий сольний альбом Антоніу Карлуса Жобіна, випущений 1965 року лейблом Warner Bros.

## Огляд
Альбом записаний 1965 року для лейблу Warner Bros. у Лос-Анджелесі.
На відміну від попереднього, інструментального, в другому альбомі Антоніу Карлус Жобін співає. Попри супровід оркестра та аранжування видатного Нельсона Ріддла це далось Жобіму нелегко. Добре відомо, що він відчував себе майже новачком і дуже нервувався під час запису з музикантом, який все життя співпрацює з Френком Сінатрою. Але за винятком обмежених можливостей Жобіма як співака, ніхто ніколи не здогадався б, слухаючи альбом, що насправді відчував Жобім.
Три пісні були виконані англійською, решта — португальською. Дві композиції, «Bonita» та «Surfboard» раніше не виконувались, перша з них мала англійський текст, друга була інструментальною.
В огляді на AllMusic Джон Буш досить критично оцінює альбом The Wonderful World of Antônio Carlos Jobim і вважає, що перспективний дует двох талантів, Жобіма та Ріддла, не розкрив достатньою мірою своїх можливостей. Набір композицій, на думку Буша, поступається першому альбому. Проте, хоча вокальним даним виконавця не вистачає тональної якості та сили, Жобім компенсує це витонченістю інтерпретації, особливо у «Dindi» і «Felicidade».
Натомість, в біографії Нельсона Ріддла альбом The Wonderful World of Antônio Carlos Jobim визначається, як найгарніший з коли-небудь аранжованих Ріддлом. Автор біографії Пітер Левінсон вважає, що «ніжність і чуттєвість, які переважали в цьому записі, демонструють, наскільки Нельсон і Том Жобім були спорідненими душами».
«Нельсон використав поєднання флейт, тромбонів і струнних, яке чудово передає романтизм самби. Португальський і сильно акцентований англійський вокал і гітара Жобіма легко поєдналися з аранжуванням Нельсона», — додає Левінсон.
Того ж року альбом під назвою Antonio Carlos Jobim com Nelson Riddle e sua orquestra вийшов у Бразилії на Elenco.

## Список композицій
| Трек | Назва                                 | Автори                                                 | Тривалість |
| ---- | ------------------------------------- | ------------------------------------------------------ | ---------- |
| A1   | «She's a Carioca (Ela é Carioca)»     | Антоніу Карлус Жобін, Рей Гілберт, Вінісіус ді Морайс  | 2:38       |
| A2   | «Água de Beber»                       | Антоніу Карлус Жобін, Вінісіус ді Морайс               | 2:29       |
| A3   | «Surfboard»                           | Антоніу Карлус Жобін                                   | 2:24       |
| A4   | «Useless Landscape (Inútil Paisagem)» | Антоніу Карлус Жобін, Рей Гілберт, Алоїзіу ді Олівейра | 2:18       |
| A5   | «Só Tinha de Ser Com Você»            | Антоніу Карлус Жобін, Алоїзіу ді Олівейра              | 2:29       |
| A6   | «A Felicidade»                        | Антоніу Карлус Жобін, Вінісіус ді Морайс               | 2:07       |
| B1   | «Bonita»                              | Антоніу Карлус Жобін, Джин Ліс                         | 2:09       |
| B2   | «Favela»                              | Антоніу Карлус Жобін, Вінісіус ді Морайс               | 2:37       |
| B3   | «Valsa de Pôrto das Caixas»           | Антоніу Карлус Жобін                                   | 3:22       |
| B4   | «Samba do Avião»                      | Антоніу Карлус Жобін                                   | 2:13       |
| B5   | «Por Toda a Minha Vida»               | Антоніу Карлус Жобін, Вінісіус ді Морайс               | 1:51       |
| B6   | «Dindi»                               | Антоніу Карлус Жобін, Рей Гілберт, Алоїзіу ді Олівейра | 2:35       |

## Виконавці
- Антоніу Карлус Жобін — фортепіано, вокал
- Нельсон Ріддл — аранжувальник